# Roberto Rolando
Roberto Oscar Rolando es un jugador argentino nacido el 4 de junio de 1931 retirado que jugaba en la posición de Centrodelantero. Jugó para Independiente, Boca Juniors, Estudiantes de la Plata, Boca de Cali, Vélez Sársfield, Tampico y Argentino de Quilmes.
Debuta con el Club Atlético Independiente, y llega a Boca Juniors en 1953, debutando el 5 de abril de ese año, en total anotó 9 goles en todo el torneo, siendo el goleador de la temporada para Boca. Deja Boca esa misma temporada, siendo el 13 de septiembre de 1953 su último partido.
La razón de su salida del club Xeneize, es que no tenía mucha continuidad aunque lograba producir cada vez que ingresaba al campo del juego. Entre sus goles más recordados está el 3-2 final de un clásico que ganaba River 2-1 faltando cinco minutos.
Después de Boca Jrs. pasa por las filas de Estudiantes de la Plata, para después ser fiel a la divisa del Boca Juniors de Cali en Colombia, siendo jugador hasta la propia disolución del club. 
En 1957 queda segundo lugar en la tabla de goleadores del fútbol colombiano con 23 anotaciones, solo por debajo de José Vicente Grecco, pero en 1958 el Boca Juniors de Cali desaparece por lo que regresa a Argentina para jugar una temporada con Vélez Sársfield y después emigrar a México en 1959. 
En la temporada 1959-60 se consagra campeón goleador del equipo Tampico, marcando 22 tantos en 25 juegos. Se retira de tierras mexicanas en 1962 y regresa a Argentina para jugar con el Club Atlético Argentino de Quilmes, también fue entrenador de Arsenal de Sarandí en 1976, en el campeonato de Primero división "B" argentina.
En 1983 fue director técnico de Tigre. En el club de Victoria dirigió cinco encuentros.

## Clubes
- Club Atlético Independiente 1951-1952
- Club Atlético Boca Juniors 1953-1954
- Estudiantes de la Plata 1955-1956
- Boca Juniors de Cali 1957
- Club Atlético Vélez Sársfield 1958
- Club Deportivo Tampico A.C. 1959-1960
- Club Atlético Argentino de Quilmes 1961-1962
  - También según en la web: https://www.onzeoncenarod.ru/ARGENTINA/R/Ro/Rolando_Roberto_Oscar.pdf jugo Toluca (México) 1963-1964